# Glirarium

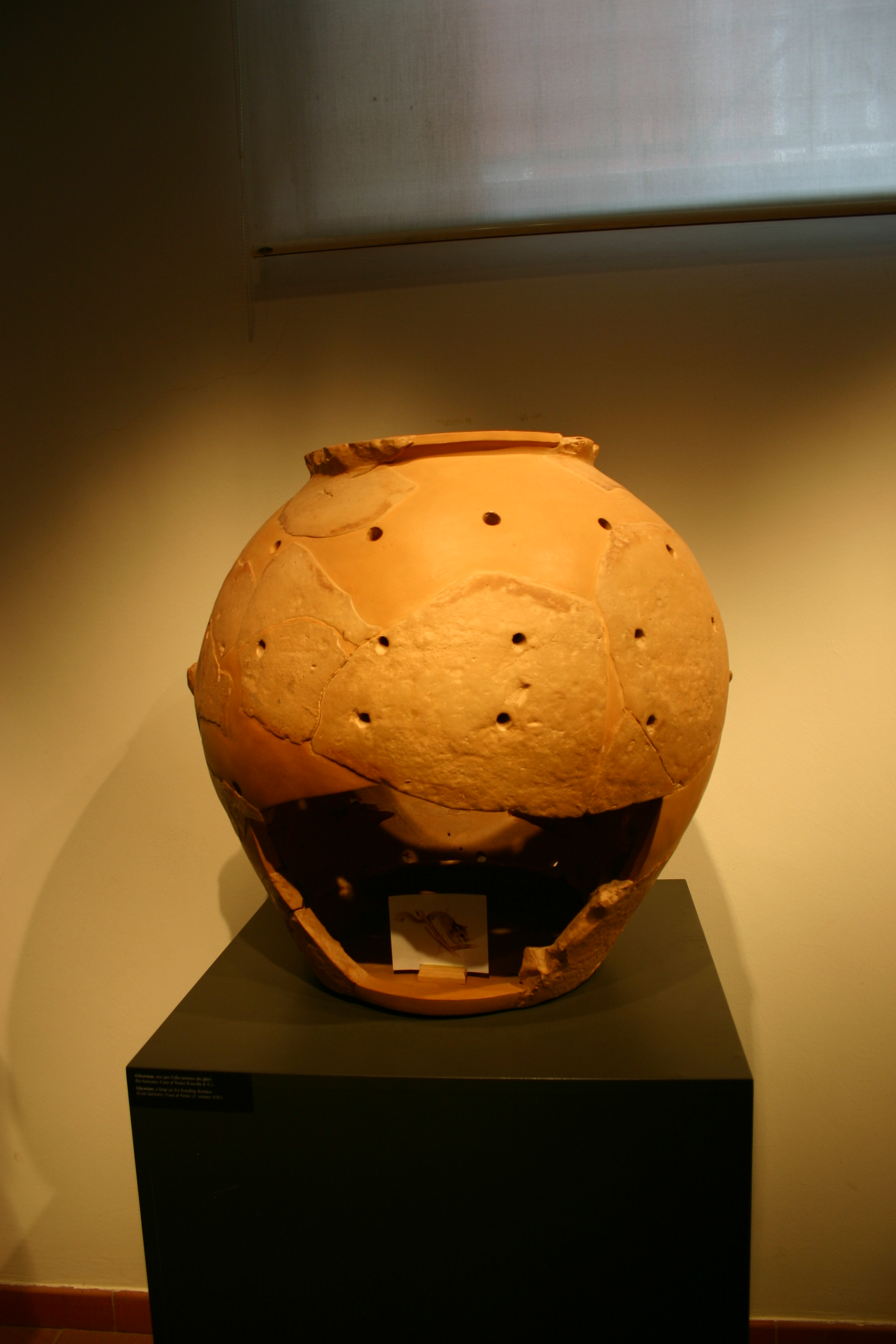
Een glirarium te zien in het Nationale Archeologische Museum in Chiusi, Italië.

Een glirarium (meervoud: gliraria) is een terracotta pot die wordt gebruikt voor het houden en vetmesten van relmuizen (lat: glis glis). Deze dieren werden in de Etruskische periode en later in het Romeinse Rijk als een delicatesse beschouwd, en daarom destijds veelvuldig te huize in deze potten gehouden.

## Omschrijving
Een glirarium is een pot of kruik, meestal van terracotta, geperforeerd om lucht door te laten, en met een deksel om de bovenkant af te sluiten. In de pot bevinden zich meerdere loopregeltjes langs de wanden. Bovenin bevinden zich een of meer, mogelijk gesluisde, voedervakken. In de bodem zitten gaten voor de afvoer van excrement.
De continue duisternis en beperkte bewegingsruimte zou bevorderlijk zijn voor het vetmesten van de relmuizen. De muizen werden derhalve daar in permanente schemer gevoed worden met eikels, noten, en kastanjes tot ze vet genoeg waren voor de slacht en consumptie.

## De relmuis in de Romeinse keuken
De relmuis was behalve een delicatesse, ook prestige: relmuis op het menu getuigde van welvaart van de gastheer, en hoe groter en vetter het diertje was, hoe beter. Het was zo populair op het menu dat ene Flavius Hirpinus deze muis op grote schaal in speciaal daarvoor ingerichte parken fokte. Hij verkocht ze dan aan de consumenten om het diertje thuis in de glirarium vet te mesten en af te maken voor de bereiding in de keuken. De exclusiviteit van het gerecht blijkt uit onder meer het recept voor 'gevulde relmuis' beschreven in De re coquinaria van Apicius, een gerenommeerde Romeinse kok.

## Vermeende uitvinder
De geleerde Ludovicus Nonnius schreef de uitvinding van de glirarium toe aan Flavius Hirpinus, een Romeinse ondernemer uit de eerste eeuw voor Christus, terwijl de glirarium feitelijk al eeuwen daarvoor gebruikt werd.